# Antonin Jaroslav Liehm
Antonin Jaroslav Liehm (Praga, 2 marzo 1924 – Praga, 4 dicembre 2020) è stato un critico letterario, traduttore e attivista ceco,  tra gli artefici della Primavera di Praga nel 1968 ed esponente del dissenso in esilio dopo l'invasione sovietica. Ha vissuto a lungo a Parigi.
Nel 1984 Antonín J. Liehm ha fondato la rivista di cultura europea Lettre International. La versione francese ha cessato la pubblicazione nel 1993, ma negli altri Paesi la pubblicazione è continuata. Ci sono state ad un certo punto tredici edizioni in altrettante lingue, (tra cui Lettera Internazionale in italiano diretta da Federico Coen), in romeno,, in spagnolo e in ungherese. 
In particolare, la versione tedesca della rivista è uscita ininterrottamente dalla sua fondazione nel 1988.

## Biografia
Figlio di un avvocato, Antonín J. Liehm ha studiato scienze politiche alla Vysoká škola politická a sociální di Praga, laureandosi nel 1949.
Nel 1945 Liehm, insieme a Emil František Burian, un artista poliedrico che era finito nei lager nazisti, fondò un settimanale intitolato Kulturní politika (Politica culturale). La rivista era filo-comunista e alla fine sarebbe stata rilevata e pubblicata dall'Associazione degli scrittori cechi. Il ministro degli esteri Vladimír Clementis ha offerto a Liehm un incarico nel reparto stampa del ministero. Clementis fu impiccato nel 1952, dopo il processo stalinista Slánský. Successivamente lo stesso Liehm è stato licenziato dalla sua posizione presso il ministero e la rivista. Nel 1956 Liehm fu riassunto, poi nuovamente licenziato nel 1960.

### Literární noviny
Nel 1960 Liehm iniziò a lavorare alla rivista letteraria Literární noviny. Liehm ne prese la guida nel 1961, portando la tiratura della rivista sino a 130 000 copie per numero. Tra coloro che all'epoca lavoravano vicino a Liehm c'erano Ludvík Vaculík, Milan Kundera, Jan Procházka, Pavel Kohout, Václav Havel, Eduard Goldstucker e Ivan Klíma. La pubblicazione e l'ulteriore sviluppo della rivista cessarono, insieme alla Primavera di Praga, dopo l'invasione della Cecoslovacchia dalle truppe del Patto di Varsavia del 1968.

### Lettre International
Nel 1969 Liehm emigrò a Parigi con la moglie Drahomíra N. Liehm. Dopo aver accettato una posizione di insegnamento al Richmond College-CUNY negli Stati Uniti e avere insegnato dal 1979 al 1982 all'Università della Pennsylvania, Liehm e sua moglie sono tornati a Parigi nel 1982, dove ha ricoperto un incarico presso l'Università Paris Diderot e successivamente presso l'École des hautes études en sciences sociales. Sua figlia ha dichiarato di aver vissuto a Parigi per 32 anni complessivi mentre ha trascorso 12 anni negli Stati Uniti, dove ha ottenuto la cittadinanza statunitense.
Nel 1984 Liehm ha fondato la rivista Lettre International, insieme allo scrittore Paul Noirot. Liehm ha descritto il concetto della rivista con queste parole: "Se avessimo un buon testo, tedesco, americano, russo, allora abbiamo cercato un contesto per esso. Altri testi che lo circondassero, forniscono commenti, anche se non sono stati scritti per proprio quello scopo. […] Il nostro obiettivo era quello di produrre un gioco di specchi attorno a un testo".
Nel 2013 si è trasferito da Parigi a Praga, dove è morto nel 2020 all'età di 96 anni.